# Gimli (Canada)
Gimli is een kleine stad in Manitoba, Canada. Het ligt ten oosten van Lake Winnipeg en ongeveer 57 kilometer van de stad Winnipeg. Er wonen zo'n 6000 mensen, waarvan een groot deel van IJslandse afkomst is. De bijnaam van de stad is 'The capital of New Iceland'. De stad is gesticht in oktober 1875. Vroeger was er in Gimli een militaire luchtmachtbasis, maar die is nu in burgerluchthaven en een dragracebaan veranderd. 

## Festiviteiten
- Gimli Film Festival: gaf regisseur Jon Gustafson het idee films te maken.
- Icelandic Festival: wordt gehouden in een lang weekend in augustus. Werd vanaf 1890 in Winnipeg gehouden, maar in 1932 voor het eerst in Gimli gehouden.

## Bijzonder
Op 23 juli 1983 kwam Air Canada vlucht 143 zonder brandstof te zitten. Er werd met succes een noodlanding uitgevoerd op de dragracebaan van Gimli, waardoor het leven van alle inzittenden werd gered.

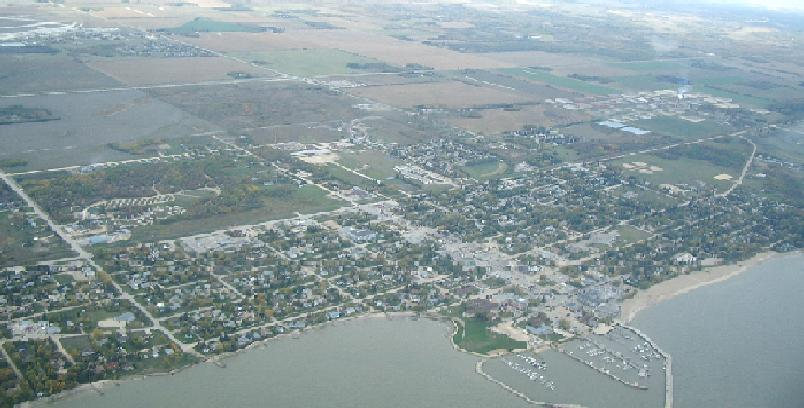
Blik op Gimli